# Andrés Dorantes de Carranza
Andrés Dorantes de Carranza (Béjar, Salamanca, ca. 1500 - ca. 1550), fue uno de los integrantes de la fracasada expedición de Pánfilo de Narváez y uno de los cuatro náufragos que sobrevivieron y que acompañó a Álvar Núñez Cabeza de Vaca en su recorrido a pie por el suroeste de los actuales Estados Unidos y el norte de México (los otros dos fueron Alonso del Castillo Maldonado y el esclavo Estebanico).

## Biografía
Andrés Dorantes de Carranza nació en Béjar (Salamanca), hijo de Pablo Dorantes. Al igual que muchos jóvenes de su época trató de buscar fortuna en el Nuevo Mundo y con tal fin se enlistó en el año 1527 con el grado de capitán en la fracasada expedición de Pánfilo de Narváez rumbo a La Florida. 
La flota se hizo a la mar en Sanlúcar de Barrameda, España, el 17 de junio de 1527, una flota de cinco navíos y seiscientos hombres comandados por Narváez. Después de semanas de navegar, al entrar en aguas del golfo de México un navío fue puesto bajo el mando conjunto de los capitanes Dorantes y Alonso del Castillo Maldonado. No pasó mucho tiempo para que la ligera y frágil embarcación comandada por Dorantes fuera atrapada por las tormentas y naufragara cerca de la isla ubicada frente a Galveston (Texas).
Entre los sobrevivientes del naufragio estaban el propio Dorantes, su esclavo Estebanico, Alonso del Castillo Maldonado y Álvar Núñez Cabeza de Vaca. Después de una larga peregrinación que Cabeza de Vaca narró en su libro Naufragios, llegaron en marzo del año 1536 a una villa española ubicada en donde hoy en día se levanta la ciudad de Culiacán, México. Al enterarse el entonces gobernador de la Nueva Galicia, Nuño de Guzmán que unos náufragos españoles habían arribado a tierras que estaban bajo su gobierno, les proporcionó caballos y vestimenta, y les envió a la Ciudad de México para que rindieran cuentas al entonces virrey Antonio de Mendoza y Pacheco.
Una vez hubo escuchado Antonio de Mendoza el relato de los náufragos, solicitó a Dorantes que le ayudara en una expedición dirigida a los territorios que habían visitado. Dorantes declinó el ofrecimiento mas recomendó a su esclavo Estebanico para que participara en el viaje de exploración.
Posteriormente Dorantes intentó regresar a España pero las malas condiciones del barco y del clima obligaron al navío a retornar al Puerto de Veracruz. Después de las experiencias vividas Dorantes decidió permanecer en la Nueva España, donde contrajo matrimonio con María de la Torre, viuda de Alonso de Benavide. La viuda era dueña de varias encomiendas o tierras de labor con mano de obra indígena incluida, así que se dedicó a su explotación. A la muerte de su esposa contrajo nuevamente matrimonio con una prima suya Paula Dorantes, viuda de Antonio Gómez de Corona.
Murió alrededor de 1550.